# Maligne lymfoom
Een maligne lymfoom (of kwaadaardig lymfoom, lymfeklierkanker) is een vorm van kanker uitgaande van de lymfocyten, een type cel van het immuunsysteem. Er bestaan verschillende typen; afhankelijk van het type wordt het lymfoom behandeld met chemotherapie, radiotherapie, immunotherapie of andere behandelingsvormen.

## Typen
Kwaadaardige lymfomen worden onderverdeeld in twee groepen: 
- Ziekte van Hodgkin (HL): Kent vijf subtypen (waarvan vier klassiek). Komt voor bij jongvolwassenen en ouderen.
- Non-hodgkinlymfoom (NHL): Kent vele verschillende vormen. Deze komen voor op alle leeftijden, maar bij de meeste vormen zijn patiënten ouder dan 50.

De ziekte van Hodgkin ontstaat uit B-cellen (een subtype lymfocyten). NHL kunnen zowel uit B- als uit T-cellen ontstaan.

## Symptomen en bevindingen
Een maligne lymfoom presenteert zich vaak (maar zeker niet altijd) met zwelling van de lymfeklieren in de hals, lies of oksels. Regelmatig (zeker in NHL) bevindt het tumorweefsel zich in de borst- of buikholte, de hersenen, milt, huid of in andere organen.
Andere symptomen:
- Geelzucht (icterus) door blokkade van de galwegen, nierfalen door blokkade van de urinewegen, of symptomen passend bij de blokkade van bloedvaten door het tumorweefsel.
- Paraneoplastische symptomen (veroorzaakt door hormonen en andere stoffen die door de tumorcellen worden afgescheiden):
  - "B-symptomen": onverklaarde koorts (in hodgkin heet dit "pel-ebsteinkoorts", die met tussenpozen van enkele dagen optreedt), >10% gewichtsverlies en nachtelijk zweten.
  - Andere verschijnselen, zoals hemolytische anemie (bloedarmoede door afbraak van rode bloedcellen).
- Huidafwijkingen (sommige lymfomen zijn zelfs beperkt tot de huid, de zogenoemde cutane lymfomen)

## Diagnose
De diagnose wordt gesteld op basis van een biopsie (weefselmonster), meestal verkregen door chirurgie. Dit is nodig omdat alle symptomen ook kunnen passen bij andere ziekten (bijvoorbeeld infecties of auto-immuunziekten). Meestal is dit een biopt van een gezwollen lymfeklier, maar als het lymfoomweefsel zich in andere organen bevindt kan een biopsie van deze organen ook voldoende informatie opleveren.
Andere onderzoeken die vaak plaatsvinden:
- Een CT-scan van de borst- en buikholte en het bekken. Zo wordt een indruk verkregen in welke lymfeklieren en/of organen zich lymfoomcellen bevinden. Positronemissietomografie (PET) wordt toenemend gebruikt om de verspreiding van lymfoomcellen vast te stellen. PET is nauwkeuriger, met name na chemotherapie, aangezien verbindweefselde lymfeklieren (een gevolg van de behandeling) er op CT uit kunnen zien als lymfoom.
- Een botboring (beenmergbiopsie) om vast te stellen of zich hier lymfoomcellen bevinden.
- Een lumbale punctie om lymfoomcellen in en rond de hersenen aan te tonen.
- Bloedonderzoek: een bloedbeeld toont soms afwijkende cellen (normale lymfocyten circuleren in het bloed); het bloedenzym lactaatdehydrogenase is vaak in verhoogde concentraties aanwezig in lymfoompatiënten.

Het exacte type lymfoom wordt bepaald door de combinatie van deze onderzoeken en de aard van de cellen in de biopsie onder de microscoop, vaak ook behulp van immuunhistochemie of flowcytometrie. Dit laatste onderzoek maakt verder onderscheid tussen diverse lymfoomtypen door het analyseren van de CD-merkers op de celmembraan van de tumorcellen. Het CD20-molecuul, bijvoorbeeld, is karakteristiek voor B-cellen en wordt niet op T-cellen tot expressie gebracht.

## Oorzaak en pathofysiologie
Het maligne lymfoom wordt, net als de verwante ziekten leukemie en myeloom (ziekte van Kahler), gekenmerkt door het optreden van translocaties tussen verschillende chromosomen. Als dit het DNA betreft dat oncogenen en tumorsuppressorgenen betreft kan de groeicyclus van een cel verstoord raken, met een ongeregelde groei tot gevolg. Translocaties komen vaak voor in lymfocyten, temeer omdat ze zogenaamde VDJ-genherschikkingen ondergaan als deel van hun rol in het immuunsysteem.
De exacte oorzaak van de translocaties in lymfoom is meestal onduidelijk. Er is geen directe genetische overerving. Wel is het bekend dat patiënten met sommige vormen van immuundeficiëntie (een verminderd werkzaam afweersysteem) een sterk verhoogd risico lopen om lymfoom te krijgen. Aids, bijvoorbeeld, draagt sterk bij tot het risico om een lymfoom te krijgen. Verondersteld wordt, dat veel mensen lymfoomcellen ontwikkelen tijdens hun leven, maar dat een goed functionerend immuunsysteem deze cellen opruimt als lichaamsvreemd.

## Behandeling
De behandeling van maligne lymfomen wordt vooral bepaald door de prognose. Deze afweging wordt gemaakt door de oncoloog of hematoloog die de patiënt behandelt, meestal in samenspraak met een multidisciplinair team van pathologen, radiotherapeuten, verpleegkundigen en andere experts.
Hodgkin heeft zonder behandeling een prognose (levensverwachting) van enkele maanden, en vereist meestal chemotherapie (combinaties genaamd BEACOPP of ABVD). In non-hodgkin hangt het sterk af van het type lymfoom welke behandeling er nodig is. Sommigen zijn "indolent", en met name in oudere patiënten kan de behandeling zwaarder zijn dan de kwaal. De agressieve vormen (dat wil zeggen de vormen met versnelde spreiding) worden eveneens behandeld met chemotherapie (CHOP of CHVmP/BV). B-cellymfomen reageren eveneens op immunotherapie met een monoklonaal antilichaam tegen het CD20-molecule dat de B-cellen kenmerkt; dit wordt geproduceerd onder de naam rituximab.
Chemotherapie in de vorm van chemogel bij tumorweefsel in de huid (CTCL, type MF), onder de naam Chloormethine (Ledaga).
Radiotherapie wordt gegeven in bepaalde typen van lymfoom, vaak van de gebieden waar de cellen zich bevinden.
Intrathecale chemotherapie wordt in bepaalde typen toegediend. Dit is het inspuiten van chemotherapie in de vochtruimte rond de hersenen en het ruggenmerg. Deze behandeling voorkomt dat eventuele lymfoomcellen in en rond het brein ontsnappen aan de chemotherapie die door het bloed wordt toegediend, en die niet de bloed-hersenbarrière doordringt.
Een recidief van een reeds behandeld lymfoom wordt toenemend behandeld met andere, hoger gedoseerde chemotherapie en stamceltransplantatie, waarbij de stamcellen afkomstig zijn van de patiënt zelf ("autoloog") of van een donor ("allogeen").

## Prognose
De prognose van lymfoom hangt sterk af van het type, maar ook de mate van verspreiding in het lichaam speelt een belangrijke rol. Een beperkt aantal gezwollen lymfeklieren in de halsregio (stadium I) heeft een veel betere prognose dan tumorcellen aan beide zijden van het middenrif met betrokkenheid van het beenmerg, de lever of de milt (stadium IV).
Een beperkt hodgkinlymfoom heeft een 10-jaarsoverleving van meer dan 90%. Sommige NHL-typen hebben een (veel) slechtere prognose. De prognose wordt mede bepaald door de aanwezigheid van andere ziekten (bijvoorbeeld hart- en vaatziekten).

## Lymfoom bij honden
Lymfoom is een van de meest voorkomende kwaadaardige tumoren bij honden. De oorzaak is genetisch, maar de omgevingsfactoren spelen vermoedelijk ook een rol.
Rassen met aanleg voor lymfoom zijn onder meer Boxer, Schotse Terriër, Basset Hound, Airedale Terrier, Chow Chow, Duitse Herder, Poedel, St. Bernard, Bulldog, Beagle, Rottweiler en Golden Retriever. De Golden Retriever is bijzonder vatbaar voor het ontwikkelen van lymfoom met een kans van 1:8.

### Classificatie
De classificatie is gebaseerd op locatie. Vier soorten lokalisatie zijn: multicentrisch, mediastinaal, gastro-intestinaal en extranodaal (waarbij de nieren, het centrale zenuwstelsel, de huid, het hart of de ogen betrokken zijn).
Multicentrisch lymfoom, het meest voorkomende type (meer dan 80 procent), wordt gevonden in de lymfeklieren met of zonder betrokkenheid van de lever, milt of beenmerg. Mediastinaal lymfoom komt voor in de lymfeklieren van de thorax. Gastro-intestinaal lymfoom wordt gevonden in het maag-darmkanaal. 

### Tekenen en symptomen
Veel voorkomende tekenen en symptomen zijn depressie, koorts, gewichtsverlies, verlies van eetlust, haar- of vachtverlies en braken. Lymfoom is de meest voorkomende kankergelateerde oorzaak van hypercalciëmie (hoge calciumspiegels in het bloed) bij honden.